# فرانز باشر
فرانز باشر (بالألمانية: Franz Bacher) هو لاعب كرة قدم نمساوي، ولد في 2 مايو 1954 في سالفيلدن في النمسا. شارك مع منتخب النمسا لكرة القدم. أما مع النوادي، فقد لعب مع ريد بل سالزبورغ.

## وصلات خارجية
- فرانز باشر على موقع قاعدة بيانات كرة القدم.إي يو (الإنجليزية)
- فرانز باشر على موقع ناشيونال فوتبول تيمز (الإنجليزية)